# Doroteo de Tiro
Doroteo de Tiro (Dorotheus, Δωρόθεος) (Antioquía?, ca. 255-Odessus, actual Varna, Bulgaria, 362) fue  un religioso cristiano, obispo. Es venerado como santo por la mayoría de confesiones cristianas.

## Biografía
Según la tradición, Doroteo era un presbítero y sabio de Antioquía, que fue profesor de Eusebio de Cesarea. A pesar de ellos, modernamente se cree que Doroteo de Tiro y este sacerdote son la misma persona. 
Obispo de Tiro, durante la persecución de Diocleciano fue desterrado, y volvió a Tiro a su final. Asistió al Concilio de Nicea en 325, y fue nuevamente desterrado, ahora a Odissopolis (hoy Varna, Bulgaria), en la costa del Mar Negro, por Juliano el Apóstata. Tenía 107 años de edad cuando fue detenido y ejectuado por su oposición al emperador.
Le menciona un escritor cristiano anónimo del siglo VI, que dice que en su muerte ya tenía más de 100 años; no nombra la suya y da una serie de hechos fabulosos poco relacionados con sus funciones eclesiásticas. Se le atribuyen diversas obras teológicas y se conserva una: Synopsis de vita et morte prophetarum, apostolorum et discipulorum Domini que se atribuye a él. 
- Datos: Q1277345